# جایزه بزرگ بریتانیا ۱۹۶۶
جایزه بزرگ بریتانیا ۱۹۶۶ (انگلیسی: ‎1966 British Grand Prix‎) یک مسابقهٔ موتوری در رشتهٔ اتومبیل‌رانی فرمول یک بود که در تاریخ ۱۶ ژوئیهٔ ۱۹۶۶ در برندز هچ واقع در، برگزار شد. این گراند پری در میان ۹ گراند پری در فصل ۱۹۶۶، مسابقهٔ شمارهٔ ۴ بود.
در این مسابقه که در ۸۰ دور و به مسافت ۳۴۱٫۱۸ کیلومتر (۲۱۱٫۹۹۹ مایل) برگزار شد، پول پوزیشن توسط جک برابام کسب شد و سریع‌ترین زمان برای طی یک دور پیست که برابر با ۱:۳۷٫۰ بود نیز توسط جک برابام به ثبت رسید.
جک برابام از تیم برابام-رپکو، دنی هیولم از تیم برابام-رپکو و گراهام هیل از تیم بی‌آرام به‌ترتیب مقام‌های اول تا سوم مسابقه را کسب کردند.

## رده‌بندی قهرمانی پس از مسابقه
|       | جایگاه | راننده         | امتیاز |
| ----- | ------ | -------------- | ------ |
|       | ۱      | جک برابام      | ۲۱     |
| ۳     | ۲      | جوهن رایندت    | ۱۱     |
| ۵     | ۳      | دنی هیولم      | ۱۰     |
| ۲     | ۴      | لورنزو باندینی | ۱۰     |
| ۲     | ۵      | جان سرتیز      | ۹      |
| منبع: |        |                |        |

|       | جایگاه | سازنده       | امتیاز |
| ----- | ------ | ------------ | ------ |
| ۱     | ۱      | برابام-رپکو  | ۲۱     |
| ۱     | ۲      | فراری        | ۲۱     |
|       | ۳      | بی‌آرام       | ۱۳     |
|       | ۴      | کوپر-مازراتی | ۱۱     |
| ۱     | ۵      | لوتوس-کلیمکس | ۳      |
| منبع: |        |              |        |

یادداشت
- تنها پنج جایگاه نخست از هر رده‌بندی نمایش داده شده‌است.